# Lehmannia nyctelia
Lehmannia nyctelia е вид коремоного от семейство Limacidae.

## Разпространение
Видът е разпространен главно в Чехия, Словакия, Полша и Великобритания.